# 가와니시정 (니가타현)
가와니시정(川西町)은 니가타현 주에쓰 지방 나카우오누마군의 북서부에 위치했던 정이다. 2005년 4월 1일에 도카마치시 및 나카우오누마군 가와니시정, 나카사토촌, 마쓰다이정, 마쓰노미야정과 합병해 신설된 도카마치시에 해당되기 때문에 소멸하였다. 

## 역사
- 1956년 9월 30일 - 센주정, 우에노촌, 다치바나촌, 센다촌이 합병해 가와니시정이 되었다.
- 2004년 10월 23일 - 니가타현 주에쓰 지진이 발생해 가와니시정의 진도 6을 관측했다.
- 2005년 4월 1일 - 도카마치시 및 나카우오누마군 가와니시정, 나카사토촌, 마쓰다이정, 마쓰노미야정과 합병해 도카마치시가 되었다.

## 교통

### 도로
- 국도 제252호선
- 국도 제403호선